# Lucas Derks
Lucas Derks (Oosterbeek, 19 november 1950) is een Nederlands sociaal psycholoog en beeldend kunstenaar. Derks is bekend als auteur en trainer op het gebied van NLP in Nederland en erbuiten.

## Artistieke achtergrond
Derks rondde de grafische school succesvol af in 1968 en ging vervolgens naar de Kunstacademie, waar hij zijn diploma behaalde in de beeldende kunst in 1973. Hierna gaat hij eerst aan het werk als kunstdocent van 1973 tot 1976 in schilderen en tekenen in de Werkschuit in Zeist. In 1980 en 1983 hield hij schilderijexposities van eigen werk. In zijn latere loopbaan als trainer is zijn creatieve achtergrond nog steeds te zien aan bijvoorbeeld zijn overheadsheets.
Tussen 1980 en 1986 was hij onderzoeker naar bezoekersgedrag in het Van Gogh Museum en Rijksmuseum in Amsterdam, het Centraal Museum in Utrecht, het Maritiem Museum in Rotterdam.
Tijdens zijn studie was Derks actief in bergsport en hardlopen en was hij gedurende 6 maanden in Afrika.

## Sociale psychologie en NLP
Na zijn korte loopbaan in de kunstwereld begon Lucas Derks in 1976 aan zijn studie sociale psychologie die hij in 1982 afsloot met een doctoraal in pragmatisme.
Op het terrein van pragmatische methodologie schreef hij een paar jaar later twee boeken: The Feedforward Conception of Consciousness samen met R. Goldblatt in 1985 en Psychotherapie. Een Kwestie van Wennen in 1986.
Al tijdens zijn studie in maart 1977 kwam hij in contact met NLP. Begin jaren 1980 bracht hem dit naar de Verenigde Staten, waar hij in 1983 zijn Practitioner NLP Opleiding behaalde. Zijn Master NLP Opleiding deed hij vervolgens in 1985 in Nijmegen.
De persoonlijke identiteit wordt door Derks als structuur in de Mentale Ruimte gezien. Daarbij staat het kinesthetische zelf (ik gevoel) centraal, en is meestal in het lichaam gelocaliseerd. Verbonden met dit gevoel zijn zelfbeelden, die gekoppeld zijn aan contexten. Wanneer de persoon een bepaalde context betreedt, komt het daarvoor relevante zelfbeeld recht voor de persoon in de ruimte te staan. Dit beeld laat de persoon weten wie zij/hij in deze context is. In de zin van wat diens rol en positie tussen de anderen is. Zowel het ik-gevoel als de zelfbeelden zijn subliminale activiteiten, waarschijnlijk van de rechter hersenhelft. Hoe zwak ze ook waar te nemen zijn, deze gevoelens en beelden bepalen op de achtergrond de persoonlijke identiteit en reguleren ook de mate van zelfbewustzijn door waar en hoe groot ze in de mentale ruimte verschijnen.
Derks werkt als therapeut in de NLP vanaf 1982 en als trainer vanaf 1986 bij SETH en SON Opleidingen en vanaf 1988 ook voor het IEP en trainde inmiddels in tientallen andere landen. Hij traint coaches, mediators, onderhandelaars, managers, psychotherapeuten en verschillende andere beroepsgroepen.
Na zijn literaire debuut uit 1992 verscheen in 2009 zijn nieuwe roman Innerlijk Zonnestelsel, waarin Lucas Derks zijn sociaal panorama denkbeeldig verplaatste naar een periode van 18.000 jaar geleden.

## het Sociaal Panorama
Vanaf 1993 ontwikkelde Derks verschillende nieuwe methoden die de sociale psychologie weer terugbrachten in zijn werk. In Sociale Denkpatronen (inmiddels in meerdere talen vertaald) beschrijft en analyseert hij hoe de subjectieve sociale ervaring, binnen familie, teams en relaties ruimtelijk georganiseerd is in ons bewustzijn. Die ruimtelijke manier van bekijken, behoorlijk revolutionair in de psychotherapie, was zeer succesvol. Derks noemde dit het Sociaal Panorama en verwierf er een steeds groeiende internationale bekendheid mee. Hij werd, en wordt, internationaal gevraagd om workshops en cursussen te geven over het Sociale Panorama, waaronder de opleiding totSociaal Panorama Consulent.
Het Sociaal Panorama is door Derks ontwikkeld uit die gedeelten van NLP waarin ruimte een belangrijke rol speelt. Zoals gezegd, wordt in deze methode gewerkt met de plaats die onze voorstellingen van mensen in onze mentale ruimte hebben. Onder de juiste begeleiding kan iemand in een zodanige bewustzijnstoestand komen, droom- of trance-achtig, dat hij voelt of ziet, zoals in een droom of fantasie, waar een bekende persoon in zijn mentale ruimte is. Een moeder kan b.v. haar overleden zoontje schuin linksboven zien op zo’n 3 meter afstand, en haar dochtertje dichtbij rechts van haar. Of zij kan voelen dat het kindje daar is, maar het niet of heel vaag zien.

## Mental Space Psychology (MSP)
De talloze uitstekende ervaringen van het werken vanuit het paradigma van het sociale panorama nodigden uit tot een verder ontwikkelen ervan, wat Derks bracht tot wat hij het paradigma van Mental Space Psychology (MSP) is gaan noemen. De aanpak van mentale problemen zoals die in het Sociaal Panorama al gebeurde spitst zich nu op geheel natuurlijke wijze als Mental Space Psychology steeds meer toe op alle mogelijke psychische problematiek. Dat kan ook niet anders, aangezien alle geestelijke processen ruimtelijk georganiseerd zijn.
In het voetspoor van de internationale verbreiding van het Sociaal Panorama heeft Mental Space Psychology al meer dan 20 landen bereikt.
Een recent hoogtepunt was het Congres in april 2021, via ZOOM, vanwege Corona, maar daarom niet minder levendig. De vele internationale deelnemers konden lezingen en bijwonen en deelnemen aan workshops van internationale grootheden (waaronder professor Barbara Tversky) op het gebied van MSP of verwante gebieden.